# 麥特·查普曼
麥特·詹姆斯·查普曼（英語：Matt James Chapman，1993年4月28日—），為美國棒球運動員，主要擔任三壘手，現效力於舊金山巨人，他先前曾效力於運動家與藍鳥兩隊。他於2014年美國職棒大聯盟選秀第1輪被運動家隊選走，他在2018年同時拿下防守聖經獎、金手套獎和威爾森年度防守獎。

## 職業生涯

### 奧克蘭運動家
2017年6月15日，查普曼登上大聯盟。當時他在3A的打擊率為2成57，16轟30分打點。6月16日，他擊出大聯盟首安。9月6日，他因為和天使隊捕手因為暗號關係發生爭執而遭到驅逐出場。該年他出賽84場比賽，打擊率2成34，14轟40分打點。
2018年6月16日到7月3日，查普曼因右手拇指受傷缺席比賽。該年他的打擊率為2成78，24轟68分打點。10月16日，他在拇指尺骨側的籽骨動了切除手術。10月29日，他拿下防守聖經獎。11月4日，他拿下金手套獎和白金手套獎。12月14日，他動了左肩手術。

## 個人生活
效力過科羅拉多洛磯和聖路易紅雀的三壘手諾蘭·阿里納多和查普曼是高中校隊的隊友，當時大兩歲的阿里納多是隊上的先發游擊手，查普曼原本是板凳游擊手，不過後來爭取到了先發三壘的位置。

## 外部連結
- 球員資訊和成績在MLB ，ESPN ，Retrosheet ，Baseball Reference ，Baseball Reference (Minors) ，Fangraphs ，The Baseball Cube （英文）
- 麥特·查普曼的X（前Twitter）